# HD 219134 f
HD 219134 f (بالإنجليزية: HD 219134 f)‏ هو كوكب خارج المجموعة الشمسية، في كوكبة ذات الكرسي، يتبع HD 219134 ‏.

## الاكتشاف
اكتشف في 17 نوفمبر 2015.